# Sandanski
Sandanski (bułg. Сандански; do 1949 Sweti Wracz – Свети Врач) – miasto w Bułgarii, centrum administracyjne gminy Sandanski; 28 058 mieszkańców (2015).
W styczniu 1938 rada gminy Sweti Wracz postanowiła o utworzeniu schroniska pod nazwą Połski letec (Lotnik polski) na miejscu katastrofy samolotu polskiego.
W mieście rozwinął się przemysł elektromaszynowy, drzewny oraz spożywczy.

## Miasta partnerskie
- Langadas, Grecja
- Navan, Irlandia
- Sindos, Grecja
- Wołgograd, Rosja